# Boroniewskie
Boroniewskie – część wsi Smyków w Polsce w województwie świętokrzyskim, w powiecie koneckim, w gminie Fałków.
W latach 1975–1998 miejscowość należała administracyjnie do województwa piotrkowskiego.